# ویرگیل
ویرگیل (به انگلیسی: Virgil, Illinois) یک منطقهٔ مسکونی در ایالات متحده آمریکا است که در ایلینوی واقع شده‌است.

## خصوصیات
ویرگیل ۳۲۹ نفر جمعیت دارد.